# Puya navarroana
Puya navarroana är en gräsväxtart som beskrevs av José Manuel Manzanares och Walter Till. Puya navarroana ingår i släktet Puya och familjen Bromeliaceae.
Artens utbredningsområde är Ecuador. Inga underarter finns listade i Catalogue of Life.